# Bicicleta financiera
La bicicleta financiera (en inglés (currency) carry trade) o bicicleta a secas, es una inversión realizada en moneda local para, luego de un determinado plazo, obtener un beneficio en moneda extranjera.
Se le llama carry al retorno (beneficio) que produce un activo mientras se lo mantiene en posesión (si es positivo) o el costo (si es negativo).
La bicicleta financiera es una técnica que los grandes inversores y especuladores llevan practicando en el mercado Forex desde sus inicios.

## Mecánica
La bicicleta se produce cuando un inversor vende una moneda con una tasa de interés relativamente baja y compra otra diferente con una tasa de interés más alta, también consiste en la diferencia entre el carry negativo de un activo que se ha pedido prestado a bajo costo y el carry positivo de un activo en el que se ha invertido.
Supone comprar una moneda para simultáneamente vender otra, o lo que es lo mismo, financiarse en una divisa e invertir ese dinero en otra. El inversor de esta forma especula con que una de las divisas se va a apreciar (divisa de inversión) respecto a la otra (divisa de financiación).
No hay que confundir el carry trade con el arbitraje. Con el arbitraje se gana siempre una utilidad, con el carry trade solo si nada cambia.

## Diferencial de tipos de interés
Además, el diferencial de tipos existente entre las distintas áreas geográficas supone que se pueda vender la divisa de un país con un tipo de interés reducido; es decir, financiarse a un bajo coste y -al mismo tiempo- invertir en la divisa donde el tipo oficial de referencia es mayor.

## Casos de ejemplo

### Yen en Japón
Uno de los casos más comunes para ejemplificar este tipo de operación financiera es lo que parte del Yen del Japón. Desde 1999 el Banco Central de Japón ha destacado por ser poco correlacionado con los movimientos de otros bancos centrales, que suelen tener tipos de interés similares. Específicamente, Japón mantiene tipos de interés cercanos al 0%. 
Cuando hay tipos de interés altos en otros países, hay un arbitraje financiero que puede ser muy lucrativo. Este consiste en asumir deuda en yenes, venderlos por alguna divisa extranjera, e invertir ese capital en activos financieros que abonan un tipo de interés más alto (por ejemplo, en bonos de deuda pública en Estados Unidos, Europa y Australia). Los inversores con un perfil de riesgo más elevado pueden invertir en acciones de estos países. 
Esta operación es aún más rentable, si al devolver el préstamo inicial, el yen se deprecia, y el inversor puede comprar un yen más barato. Este efecto de apalancamiento tiene un riesgo negativo proporcional al potencial beneficio positivo. Si la brecha de los tipos de interés de los distintos países se cierra, los inversores tienen más riesgo de tener que comprar un yen más caro, mientras las inversiones tienen una menor rentabilidad. 